# ماخناتکا-پارتسلا
ماخناتکا-پارتسلا (به لاتین: Machnatka-Parcela) یک روستا در لهستان است که در گمینا بوندوو واقع شده‌است. ماخناتکا-پارتسلا ۲۶۰ نفر جمعیت دارد و ۱۷۶ متر بالاتر از سطح دریا واقع شده‌است.